# Canciones profanas
Canciones profanas es el primer álbum de estudio del grupo español Dinarama + Alaska, publicado el 20 de mayo de 1983 por la compañía Hispavox. 
En 1982, Carlos Berlanga formó Dinarama, pero no encontró la voz femenina que buscaba hasta que Alaska se unió, a pesar de que inicialmente pensaba en una carrera en solitario. Durante la producción de Canciones profanas, la ausencia de Berlanga por el servicio militar llevó a Alaska a darle un tono más siniestro al álbum, mientras que Ángel Altolaguirre, su sustituto temporal, realizó los arreglos. Con el regreso de Berlanga, se completaron los once temas del disco.  
La mayoría de las canciones fueron compuestas por Berlanga y Canut, y tres de los sencillos llevan su firma. El primer sencillo, «Crisis» pasó desapercibido, mientras que el último, «Rey del glam» fue un éxito en la radio. Sin embargo, «Perlas ensangrentadas» fue el sencillo que logró recuperar la atención tras el fracaso del primero.  

## Antecedentes
Tras la disolución de Alaska y los Pegamoides como formación, Alaska se adentró en una etapa introspectiva, en la que optó por recluirse en su hogar y sumergirse en la lectura de libros sobre la Edad Media y el misticismo. Su situación artística se tornó incierta, pues se debatía entre la posibilidad de lanzarse en solitario o la tentación de formar nuevamente una banda. Mientras tanto, Nacho Canut, quien compartía con ella los lazos más estrechos dentro de los Pegamoides, inició de manera paralela, además de junto a Parálisis Permanente, una nueva aventura musical ideada por Carlos Berlanga: Dinarama. En ese mismo tiempo, Alaska y los Pegamoides gozaban del éxito con su gira veraniega, aunque ya se hallaban inmersos en un proceso de "crónica de una muerte anunciada". Tras varios cambios en su formación y pruebas con un par de vocalistas, la primera actuación de Dinarama tuvo lugar en ese mismo año, conformando la siguiente alineación: Carlos Berlanga (voz y guitarra), Nacho Canut (bajo y coros), Johnny Canut (batería), Javier de Amezua (saxo), y como coristas y bailarines, Mavi Margarida (exintegrante del grupo Línea Vienesa) y Javier Furia. Es relevante señalar que estas primeras actuaciones no fueron del agrado de Alaska, quien percibía en ellas la misma falta de cohesión que había caracterizado a Kaka de Luxe.
Tanto Carlos  como Nacho tenían claro que deseaban contar con una voz femenina en Dinarama. Mientras tanto, Alaska, sin banda en ese momento, contemplaba diversas alternativas: por un lado, la posibilidad de lanzar un disco en solitario inspirado en la Edad Media y el Camino de Santiago, temas en los que se encontraba profundamente inmersa en ese momento; por otro, la idea de formar un grupo, una opción que le atraía, aunque aún no tenía claro con quién. Comenzó a ensayar con PVP, una banda de rock madrileña que le resultaba de su agrado, pero finalmente desechó esa opción por falta de convicción. Así, Pito le sugiere finalmente la posibilidad de colaborar nuevamente con Carlos y Nacho en Dinarama. Aunque el grupo no le convenía completamente, Alaska ya no contaba con otras opciones sobre la mesa. En definitiva, se trataba del grupo de sus dos amigos, con quienes había fundado Pegamoides. Lo que inicialmente iba a ser una colaboración, pronto se transformó en una implicación permanente.

## Grabación y lanzamiento
Cuando Carlos fue llamado al servicio militar, Ángel Altolaguirre, quien más tarde se convertiría en el productor, ocupó su lugar a la guitarra. Altolaguirre había sido técnico de sonido durante la gira de Pegamoides, y Alaska simpatizaba con él. Además, Alaska desempeñó un papel fundamental en la selección de las canciones y en la definición del sonido del disco, el cual se inclinó hacia el rock gótico y las atmósferas siniestras, manteniendo una continuidad con las últimas grabaciones de Pegamoides. De las once canciones que conformaban el álbum, solo un tema, en lo referente a los créditos de autoría, no perteneció a la dupla Berlanga-Canut ni a alguno de estos en colaboración con sus habituales compañeros. Se trató de «Kali», una canción que figuraba en la galleta del vinilo como "tradicional de Bengala". Este tema no fue interpretado en español. Los arreglos musicales, compuestos principalmente por teclados que simulaban música hindú, estuvieron a cargo de Marcos Mantero.
El 20 de mayo de 1983, se lanzó al mercado Canciones profanas, marcando el inicio de la gira de Dinarama + Alaska. Sin embargo, esta etapa estuvo teñida de tristeza, ya que coincidió trágicamente con la muerte de Eduardo Benavente en un accidente de tráfico, un hecho que conmocionó profundamente a los integrantes del grupo.

## Promoción

### Sencillos
La gira de Dinarama y la promoción del disco continuaron con notable éxito. Los dos primeros sencillos de Dinarama fueron lanzados simultáneamente: «Crisis», por iniciativa de Hispavox, que solicitó una versión extendida, y «Perlas ensangrentadas», elegido por el propio grupo, el cual se convirtió en el más radiado y el que perduró en la memoria de los seguidores. Sin embargo, estos dos temas no lograron la misma repercusión que «Bailando», aunque el álbum recibió una acogida muy positiva. Fue por esta razón que comenzaron a contratarse numerosas galas. Con el siguiente sencillo, «Deja de bailar», repitieron la fórmula, como una suerte de reprise de «Bailando». Con un marcado sentido del humor en la letra, este tema pasó algo desapercibido para las radiofórmulas, mientras Alaska se adaptaba a la nueva situación musical. Lo que inicialmente había sido una colaboración puntual comenzó a transformarse en su nuevo grupo.
Con el regreso de Carlos del servicio militar, llegaron nuevas canciones que entusiasmaron tanto a Alaska como a Nacho, y, sobre todo, a su mánager Pito. Tal como se había acordado, Altolaguirre dejó el grupo tras la grabación de una nueva versión de «Rey del Glam». En esta versión colaboraron en los coros Loquillo y Jaime Urrutia. Este sencillo se convirtió en un éxito rotundo, superando la repercusión de los tres anteriores y acercándose al éxito de «Bailando». Para Hispavox, representó el relanzamiento comercial de Alaska, lo que dio paso a un apoyo total en los proyectos futuros.

## Lista de canciones
- Edición LP-casete: Canciones profanas (1983)

| Lado A |                    |                                                   |          |  |
| N.º    | Título             | Escritor(es)                                      | Duración |  |
| 1.     | «Crisis»           | C. Berlanga, I. Canut                             | 03:30    |  |
| 2.     | «Cebras»           | C. Berlanga, I. Canut                             | 02:35    |  |
| 3.     | «Kali»             | Tradicional de Bengala / Arreglos: Marcos Mantero | 04:11    |  |
| 4.     | «Líneas rectas»    | M. Mantero, I. Canut                              | 03:27    |  |
| 5.     | «Club de egipcios» | M. Mantero, C. Berlanga, I. Canut                 | 04:07    |  |

| Lado B |                         |                                 |          |  |
| N.º    | Título                  | Escritor(es)                    | Duración |  |
| 1.     | «Perlas ensangrentadas» | C. Berlanga, I. Canut           | 03:10    |  |
| 2.     | «Rey del Glam»          | C. Berlanga, I. Canut, Ana Díaz | 03:25    |  |
| 3.     | «Egeo»                  | C. Berlanga, A. Díaz            | 02:25    |  |
| 4.     | «Sacerdotisas de Baal»  | C. Berlanga, I. Canut           | 02:51    |  |
| 5.     | «Nativos»               | M. Mantero, I. Canut            | 03:07    |  |
| 6.     | «Deja de bailar»        | C. Berlanga, I. Canut           | 03:10    |  |

- Edición CD-álbum

| Canciones profanas (1991) |                         |          |  |
| N.º                       | Título                  | Duración |  |
| 1.                        | «Crisis»                | 03:30    |  |
| 2.                        | «Cebras»                | 02:35    |  |
| 3.                        | «Kali»                  | 04:11    |  |
| 4.                        | «Líneas rectas»         | 03:27    |  |
| 5.                        | «Club de egipcios»      | 04:07    |  |
| 6.                        | «Perlas ensangrentadas» | 03:10    |  |
| 7.                        | «Rey del Glam»          | 03:25    |  |
| 8.                        | «Egeo»                  | 02:25    |  |
| 9.                        | «Sacerdotisas de Baal»  | 02:51    |  |
| 10.                       | «Nativos»               | 03:07    |  |
| 11.                       | «Deja de bailar»        | 03:10    |  |

- 2 CD, 27 canciones / Edición para coleccionistas (2006)

| CD-1 |                         |          |  |
| N.º  | Título                  | Duración |  |
| 1.   | «Crisis»                | 03:30    |  |
| 2.   | «Cebras»                | 02:35    |  |
| 3.   | «Kali»                  | 04:11    |  |
| 4.   | «Líneas rectas»         | 03:27    |  |
| 5.   | «Club de egipcios»      | 04:07    |  |
| 6.   | «Perlas ensangrentadas» | 03:10    |  |
| 7.   | «Rey del Glam»          | 03:25    |  |
| 8.   | «Egeo»                  | 02:25    |  |
| 9.   | «Sacerdotisas de Baal»  | 02:51    |  |
| 10.  | «Nativos»               | 03:07    |  |
| 11.  | «Deja de bailar»        | 03:10    |  |

| CD-2 |                                                                                         |                           |          |  |
| N.º  | Título                                                                                  | Escritor(es)              | Duración |  |
| 1.   | «Perlas ensangrentadas (Extended To Kill Remix)» (Remezcla producida por Luis Miguelez) |                           | 5:28     |  |
| 2.   | «Rey del Glam (Spam Remix)» (Remezcla producida por SPAM)                               |                           | 4:10     |  |
| 3.   | «Mujeres rusas»                                                                         | C. Berlanga, I. Canut     | 1:59     |  |
| 4.   | «Enanos asesinos» (Cara B del Maxisencillo 549 061 Perlas ensangrentadas)               | C. Berlanga, I. Canut     | 1:44     |  |
| 5.   | «Crisis (versión larga)» (Cara A del Maxisencillo 549 062 Crisis)                       |                           | 5:11     |  |
| 6.   | «No hay» (Cara B del Maxisencillo 549 062 Crisis)                                       | C. Berlanga, I. Canut     | 3:06     |  |
| 7.   | «Señora Kleenex» (Cara B del Maxisencillo 549 062 Crisis)                               | C. Berlanga, I. Canut     | 1:32     |  |
| 8.   | «Tormento» (Cara B del Maxisencillo 549 096 Deja de bailar)                             | C. Berlanga, I. Canut     | 2:06     |  |
| 9.   | «Nunca se sabe» (Cara B del Maxisencillo 549 096 Deja de bailar)                        | C. Berlanga, A. Díaz      | 2:42     |  |
| 10.  | «Rey del Glam (versión nueva)» (Cara A del Sencillo 445 146 Rey del Glam)               |                           | 3:31     |  |
| 11.  | «Rumore» (Cover de Rafaella Carrá)                                                      | G. Ferilli, A. Lo Vecchio | 2:39     |  |
| 12.  | «Mujeres rusas (versión demo)» (Maqueta original Doblewtronics. Otoño de 1982)          |                           | 2:12     |  |
| 13.  | «Deja de bailar (versión demo)» (Maqueta original Doblewtronics. Otoño de 1982)         |                           | 2:54     |  |
| 14.  | «Perlas ensangrentadas (versión demo)» (Maqueta original Doblewtronics. Otoño de 1982)  |                           | 3:13     |  |
| 15.  | «Sacerdotisas de Baal (versión demo)» (Maqueta original Dobletronics. Otoño de 1982)    |                           | 2:44     |  |
| 16.  | «Nuevo club de egipcios (versión demo)» (Maqueta original Dobletronics. Otoño de 1982)  |                           | 4:45     |  |